# عزیزه هبری
عزیزه هبری (عربی: عزيزة يحيى الهبري؛ زادهٔ ۱۹۴۳) فیلسوف و پژوهشگر حقوق اهل ایالات متحده آمریکا (لبنانی الاصل) است که در اسلام و حقوق تخصص دارد.